# Didier Gamerdinger
Didier Gamerdinger, né le 1er octobre 1959, est un haut fonctionnaire et homme politique monégasque. Il est conseiller-ministre pour les Affaires sociales et la Santé de la principauté de Monaco de 2017 à 2022.

## Biographie
Né en 1959, Didier Gamerdinger a participé aux épreuves de natation des Jeux olympiques d'été de 1988. Il est docteur en droit (1989).
En mars 1988, il est nommé greffier au Palais de justice de Monaco, poste qu'il occupe jusqu’en janvier 1989. Puis il intègre le département de l'Intérieur de Monaco. Il en devient le secrétaire en chef le 3 décembre 1991, puis son secrétaire général le 22 septembre 1993, avant d'occuper le poste de directeur général du 6 février 1995 au 1er novembre 2009.
En 2005, il est l'un des deux organisateurs des funérailles de Rainier III et de l'intronisation d'Albert II. 
En 2009, il est responsable du comité d'organisation du départ du Tour de France de Monaco le 4 juillet. En novembre 2009, il est nommé conseiller au cabinet du prince souverain de Monaco.
Du 1er juin 2017 au 20 avril 2022, il est conseiller de gouvernement pour les Affaires sociales et la Santé.
Dans le cadre de cette mission, il est chargé du projet de loi dépénalisant le recours à l’interruption volontaire de grossesse, une loi qui est votée en novembre 2019,.
Il est également l’un des acteurs majeurs pour gérer la pandémie de la Covid-19 qui éclate en 2020 à Monaco. En décembre 2020, il annonce que la vaccination est la voie décidée par le gouvernement pour la Principauté afin de lutter contre la crise sanitaire liée au coronavirus.

### Vie personnelle
Il a deux enfants et est l'époux de Françoise Gamerdinger, adjointe au maire de Monaco et directrice adjointe aux affaires culturelles de Monaco. 

## Distinctions
- Officier de l'ordre de Saint-Charles (Monaco)[12]
- Chevalier de l'ordre de Grimaldi (Monaco)[12]
- Médaille des sports en vermeil[12]
- Officier de l'ordre national du Mérite (France)[13]
- Commandeur de l'Ordre équestre de Sainte-Agathe (Saint Marin)[12]
- Chevalier de l'ordre pro Merito Melitensi (Ordre souverain de Malte)[12]